# Danh sách phim điện ảnh Hàn Quốc năm 2025
Đây là danh sách các bộ phim của điện ảnh Hàn Quốc dự kiến phát hành vào năm 2025.

## Doanh thu phòng vé
Các bộ phim Hàn Quốc có doanh thu cao nhất được phát hành vào năm 2025, tính theo tổng doanh thu phòng vé nội địa, như sau:
      Phim đang chiếu
| Thứ hạng | Tiêu đề                 | Đơn vị phân phối         | Tổng doanh thu nội địa |
| -------- | ----------------------- | ------------------------ | ---------------------- |
| 1        | Yadang: Ba mặt lật kèo  | Megabox Plus M           | $21,447,085            |
| 2        | Sát thủ vô cùng cực hài | By4m Studio              | $16,311,745            |
| 3        | Ván cờ vây              | By4m Studio              | $14,447,994            |
| 4        | Nữ tu bóng tối          | Next Entertainment World | $10,973,475            |
| 5        | Bí mật không thể nói    | Megabox Plus M           | $5,345,281             |

## Phát hành
- ‡ Bộ phim đã được chiếu công khai trước khi phát hành tại rạp, có thể là thông qua các liên hoan phim, buổi ra mắt hoặc phát hành ở các quốc gia khác.
- * Bộ phim được phát hành thông qua các dịch vụ OTT.

### Tháng 1 – Tháng 3
| Khởi chiếu  | Khởi chiếu | Tiêu đề                                 | Tiêu đề tiếng Hàn             | Đạo diễn                      | Dàn diễn viên                                                                          | Tham khảo          |
| ----------- | ---------- | --------------------------------------- | ----------------------------- | ----------------------------- | -------------------------------------------------------------------------------------- | ------------------ |
| T H Á N G 1 | 8          | Nghề siêu khó nói                       | 동화지만 청불입니다           | Lee Jong-seok                 | Park Ji-hyun, Choi Si-won, Sung Dong-il                                                | [ 2 ]              |
| T H Á N G 1 | 8          | Cornell's Box                           | 코넬의 상자                   | Lee Hyun-ji                   | Dong Ha, Kim Su-min, Heo Ji-won                                                        | [ 3 ]              |
| T H Á N G 1 | 15         | Crypto Man                              | 사업만 6번 망한 남자          | Haeri Hyun                    | Song Jae-rim, Ahn Woo-yeon, So Hee-jung                                                | [ 4 ]              |
| T H Á N G 1 | 15         | Silver Apricot                          | 은빛살구                      | Jang Man-min                  | Na Ae-jin, Ahn Suk-hwan, Kang Bong-sung, Kim Jin-young                                 | [ 5 ]              |
| T H Á N G 1 | 22         | Sát thủ vô cùng cực hài                 | 히트맨 2                      | Choi Won-seop                 | Kwon Sang-woo, Jung Joon-ho, Lee Yi-kyung, Hwang Woo-seul-hye, Kim Sung-oh, Lee Ji-won | [ 6 ]              |
| T H Á N G 1 | 24         | Nữ tu bóng tối                          | 검은 수녀들                   | Kwon Hyuk-jae                 | Song Hye-kyo, Jeon Yeo-been, Lee Jin-wook                                              | [ 7 ]              |
| T H Á N G 1 | 24         | Thám tử sét đánh                        | 귀신경찰                      | Kim Young-joon                | Shin Hyun-joon, Kim Soo-mi, Jung Joon-ho                                               | [ 8 ] [ 9 ] [ 10 ] |
| T H Á N G 1 | 27         | Bí mật không thể nói                    | 말할 수 없는 비밀             | Seo Yoo-min                   | Doh Kyung-soo, Won Jin-ah, Shin Ye-eun                                                 | [ 11 ] [ 12 ]      |
| T H Á N G 2 | 5          | Nocturnal                               | 브로큰                        | Kim Jin-hwang                 | Ha Jung-woo, Kim Nam-gil, Yoo Da-in, Jung Man-sik                                      | [ 13 ]             |
| T H Á N G 2 | 21         | Exorcism Chronicles: The Beginning      | 퇴마록                        | Kim Dong-cheol                | Choi Han, Nam Doh-hyeong, Jung Yoo-jung, Kim Yeon-woo                                  | [ 14 ]             |
| T H Á N G 2 | 21         | Cô gái năm ấy chúng ta cùng theo đuổi ‡ | 그 시절, 우리가 좋아했던 소녀 | Cho Young-myung               | Jung Jin-young, Dahyun                                                                 | [ 15 ]             |
| T H Á N G 2 | 26         | It's Okay!‡                             | 괜찮아 괜찮아 괜찮아!         | Kim Hye-young                 | Lee Re, Jin Seo-yeon, Jung Soo-bin, Lee Jung-ha, Son Suk-ku                            | [ 16 ]             |
| T H Á N G 2 | 26         | The Noisy Mansion                       | 백수아파트                    | Lee Ru-da                     | Kyung Soo-jin, Ko Kyu-pil, Lee Ji-hoon, Kim Joo-ryoung, Choi Yoo-jung                  | [ 17 ]             |
| T H Á N G 2 | 28         | Mickey 17 ‡                             | Mickey 17 ‡                   | Bong Joon-ho                  | Robert Pattinson, Naomi Ackie, Steven Yeun, Toni Collette, Mark Ruffalo                | [ 18 ]             |
| T H Á N G 3 | 12         | Somebody                                | 침범                          | Kim Yeo-jeong, Lee Jeong-chan | Kwak Sun-young, Kwon Yu-ri, Lee Seol                                                   | [ 19 ]             |
| T H Á N G 3 | 21         | Khải thị *                              | 계시록                        | Yeon Sang-ho                  | Ryu Jun-yeol, Shin Hyun-been                                                           | [ 20 ]             |
| T H Á N G 3 | 21         | Phiên live săn mồi                      | 스트리밍                      | Cho Jang-ho                   | Kang Ha-neul                                                                           | [ 21 ]             |
| T H Á N G 3 | 26         | Ván cờ vây                              | 승부                          | Kim Hyung-joo                 | Lee Byung-hun, Yoo Ah-in, Ko Chang-seok, Hyun Bong-sik, Moon Jeong-hee, Kim Kang-hoon  | [ 22 ]             |

### Tháng 4 – Tháng 6
| Khởi chiếu  | Khởi chiếu | Tiêu đề                            | Tiêu đề tiếng Hàn          | Đạo diễn          | Dàn diễn viên | Tham khảo |
| ----------- | ---------- | ---------------------------------- | -------------------------- | ----------------- | --- | --------- |
| T H Á N G 4 | 2          | Đầu xuôi đuôi đút lót              | 로비                       | Ha Jung-woo       | Ha Jung-woo, Kim Eui-sung, Lee Dong-hwi, Park Byung-eun, Kang Mal-geum, Choi Si-won, Cha Joo-young, Park Hae-soo, Kwak Sun-young | [ 23 ]    |
| T H Á N G 4 | 9          | Paran ‡                            | 파란                       | Kang Dong-in      | Lee Soo-hyuk, Ha Yoon-kyung | [ 24 ]    |
| T H Á N G 4 | 16         | Yadang: Ba mặt lật kèo             | 야당                       | Hwang Byeong-guk  | Kang Ha-neul, Yoo Hae-jin, Park Hae-joon                                                                                         | [ 25 ]    |
| T H Á N G 4 | 30         | Đêm thánh: Đội săn quỷ             | 거룩한 밤: 데몬 헌터스     | Lim Dae-hee       | Ma Dong-seok, Seohyun, Lee David, Kyung Soo-jin, Jung Ji-so                                                                      | [ 26 ]    |
| T H Á N G 4 | 30         | The Old Woman with the Knife ‡     | 파과                       | Min Kyu-dong      | Lee Hye-young, Kim Sung-cheol | [ 27 ]    |
| T H Á N G 5 | 7          | Dính "thính" là yêu                | 바이러스                   | Kang Yi-kwan      | Bae Doona, Kim Yoon-seok, Chang Kiha, Son Suk-ku                                                                                 | [ 28 ]    |
| T H Á N G 5 | 14         | What Does That Nature Say to You ‡ | 그 자연이 네게 뭐라고 하니 | Hong Sang-soo     | Ha Seong-guk, Kwon Hae-hyo, Cho Yun-hee, Kang So-yi, Park Mi-so                                                                  | [ 29 ]    |
| T H Á N G 5 | 21         | No Parking                         | 주차금지                   | Son Hyun-woo      | Ryu Hyun-kyung, Kim Roi-ha, Cha Sun-woo                                                                                          | [ 30 ]    |
| T H Á N G 5 | 30         | Big Deal                           | 소주전쟁                   | Choi Yun-jin      | Yoo Hae-jin, Lee Je-hoon, Son Hyun-joo, Choi Young-joon                                                                          | [ 31 ]    |
| T H Á N G 5 | 30         | Lạc trong ánh sao *                | 이 별에 필요한             | Han Ji-won        | Kim Tae-ri, Hong Kyung | [ 32 ]    |
| T H Á N G 5 | 30         | Hi.5                               | 하이파이브                 | Kang Hyeong-cheol | Lee Jae-in, Yoo Ah-in, Ahn Jae-hong, Ra Mi-ran, Kim Hee-won                                                                      | [ 33 ]    |
| T H Á N G 6 | 11         | Midnight Sun                       | 태양의 노래                | Cho Young-jun     | Jung Ji-so, Cha Hak-yeon | [ 34 ]    |

### Tháng 7 – Tháng 9
| Khởi chiếu  | Khởi chiếu | Tiêu đề                 | Tiêu đề tiếng Hàn | Đạo diễn      | Dàn diễn viên                                                        | Tham khảo |
| ----------- | ---------- | ----------------------- | ----------------- | ------------- | -------------------------------------------------------------------- | --------- |
| T H Á N G 7 | TBA        | My Daughter is a Zombie | 좀비딸            | Pil Gam-sung  | Jo Jung-suk, Lee Jung-eun, Cho Yeo-jeong, Yoon Kyung-ho, Choi Yoo-ri | [ 35 ]    |
| T H Á N G 7 | TBA        | Omniscient Reader       | 전지적 독자 시점  | Kim Byung-woo | Lee Min-ho, Ahn Hyo-seop, Chae Soo-bin, Shin Seung-ho, Nana, Jisoo   | [ 36 ]    |

### Tháng 10 – Tháng 12
| Khởi chiếu   | Khởi chiếu | Tiêu đề                                   | Tiêu đề tiếng Hàn        | Đạo diễn | Dàn diễn viên                                                                               | Tham khảo     |
| ------------ | ---------- | ----------------------------------------- | ------------------------ | -------- | ------------------------------------------------------------------------------------------- | ------------- |
| T H Á N G 12 | TBA        | The Haunted House: 10th anniversary Movie | 신비아파트 10주년 극장판 | TBA      | Jo Hyeon-jeong, Kim Young-eun, Yang Jeong-hwa, Shin Yong-woo, Yeo Min-jeong, Shim Kyu-hyuck | [ 37 ] [ 38 ] |